# Gersthofen

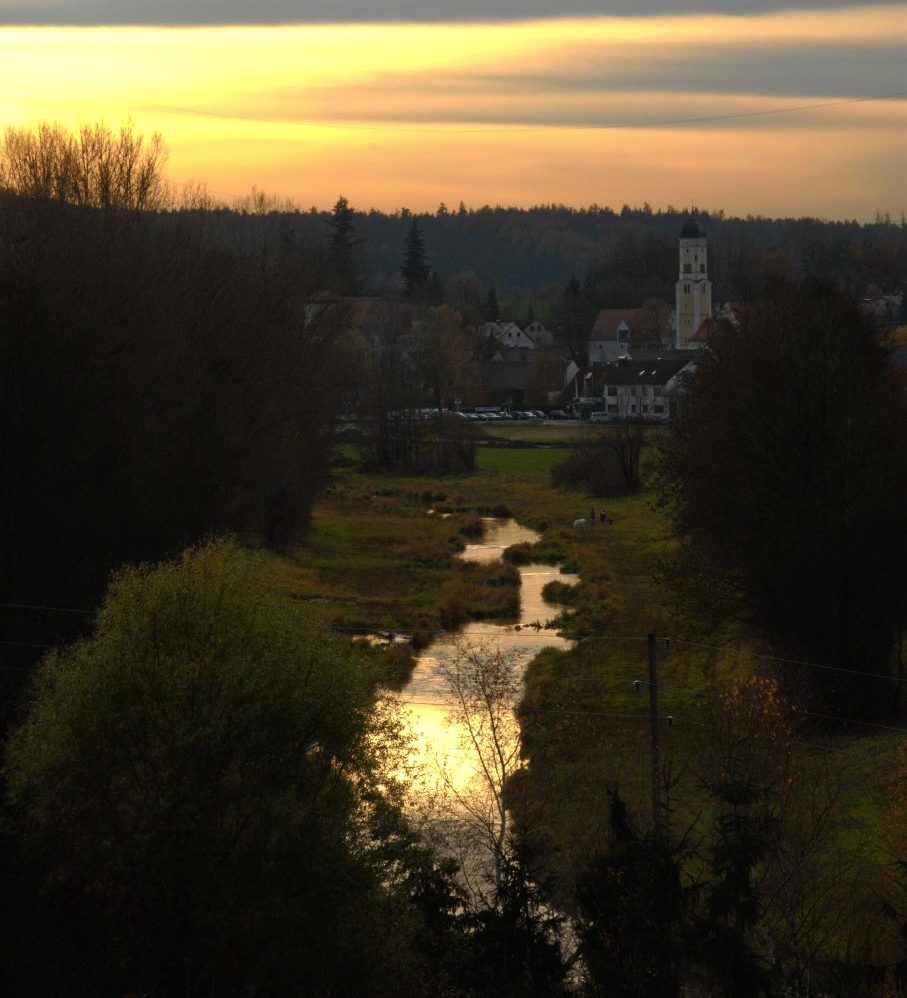
Dzielnica Batzenhofen

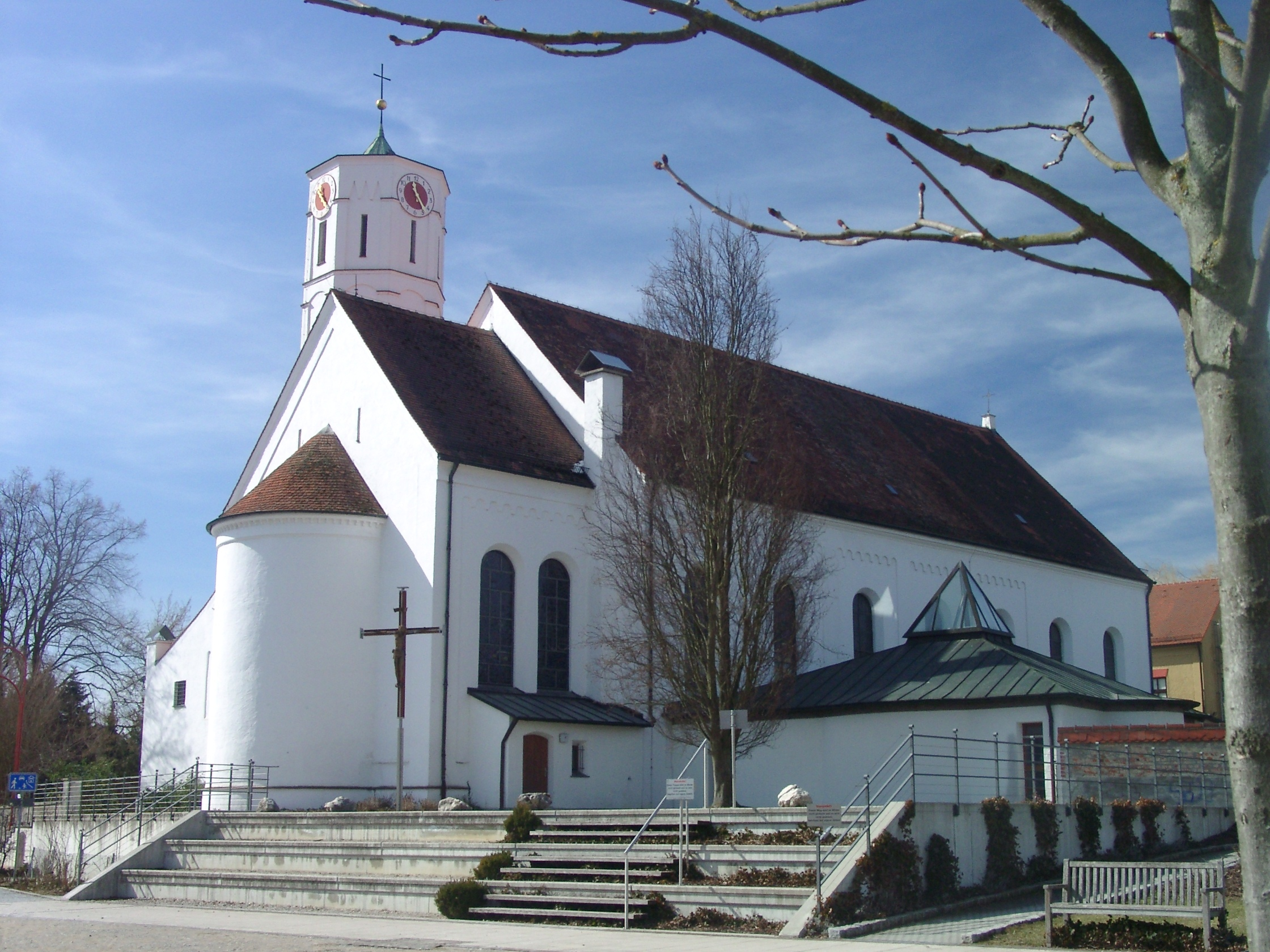
Kościół pw. św. Jakuba (St. Jakob)

Gersthofen – miasto w Niemczech, w kraju związkowym Bawaria, w rejencji Szwabia, w regionie Augsburg, w powiecie Augsburg. Leży około 5 km na północ od Augsburga, nad rzeką Lech, przy autostradzie A8, drodze B2 i linii kolejowej Monachium–Norymberga.

## Polityka
Burmistrzem miasta jest Jürgen Schantin z CSU, poprzednio urząd ten obejmował Siegfried Deffner, rada miasta składa się z 30 osób.
|      | CSU | SPD | FW | Zieloni | Gersthofener Bürgerunion | FDP | Razem |
| 2008 | 15  | 5   | 6  | 1       | 2                        | 1   | 30    |
| 2002 | 13  | 4   | 4  | 1       | 2                        | -   | 24    |